# Twin Peaks

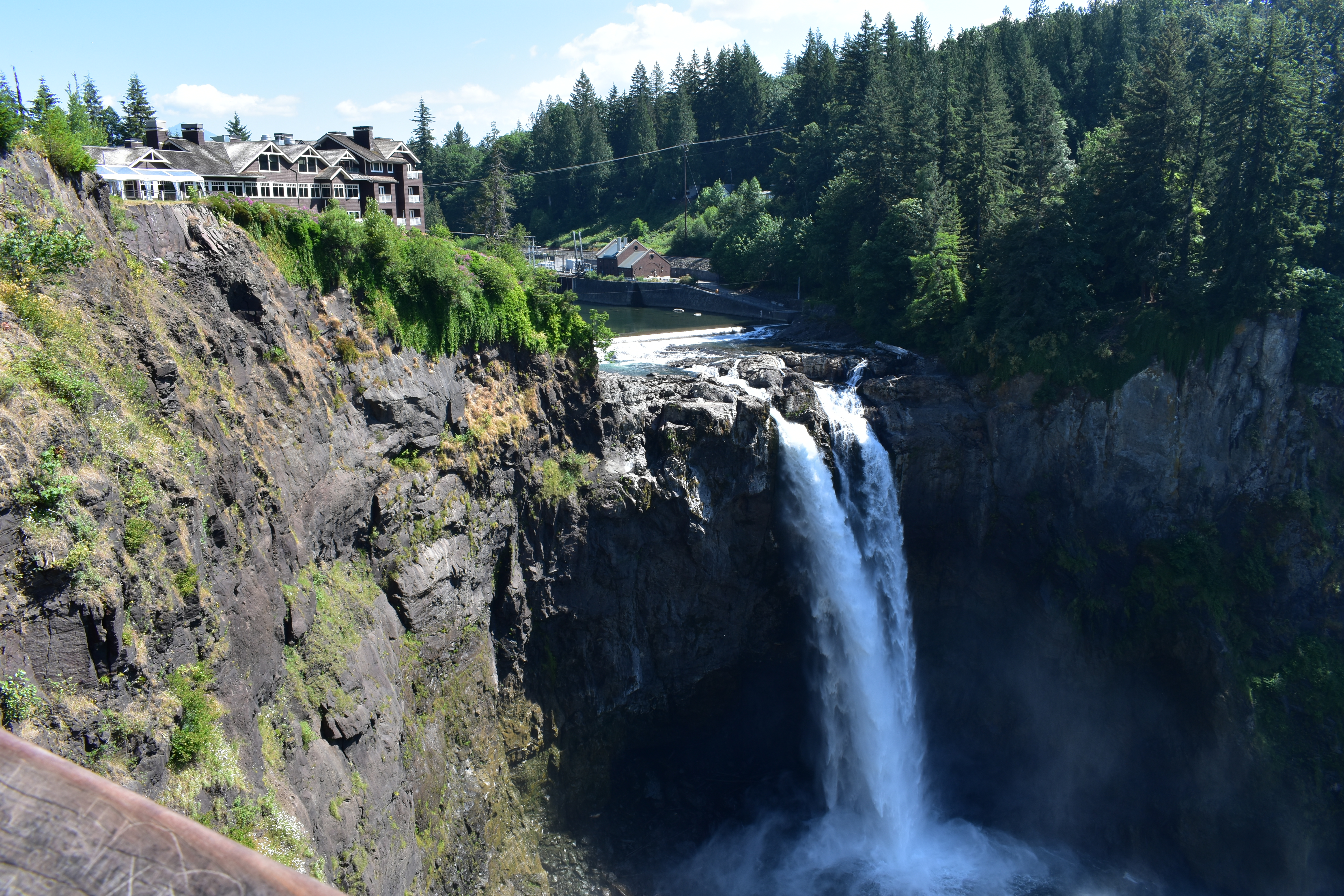
Hotellet Salish Lodge & Spa vid vattenfallet Snoqualmie Falls, beläget öster om Seattle. I serien utgör hotellet exteriören för det fiktiva hotellet "The Great Northern".

Twin Peaks är en amerikansk TV-serie skapad av manusförfattaren Mark Frost och regissören David Lynch, som ursprungligen sändes i två säsonger från den 8 april 1990 till 10 juni 1991 i totalt 30 avsnitt på kanalen ABC. Handlingen utspelar sig i den fiktiva, till synes idylliska, småstaden Twin Peaks som är belägen i delstaten Washington i det nordvästra hörnet av USA, nära gränsen till Kanada. En tredje säsong, med originaltiteln Twin Peaks: The Return, sändes från den 21 maj till 3 september 2017 i totalt 18 avsnitt via TV-bolaget Showtime. Den utspelar sig 25 år efter de föregående två säsongerna.
Serien börjar med att den 17-åriga studenten Laura Palmer (spelad av Sheryl Lee) hittas mördad och FBI-agenten Dale Cooper (Kyle MacLachlan) kallas in för att lösa fallet. Under utredningens gång upptäcker Cooper att det lilla samhället ruvar på mörka och mystiska hemligheter och att inget i Twin Peaks är vad det synes vara.
Stilmässigt utgör serien en mix av olika genrer såsom drama, deckare, thriller, skräck, komedi, parodi och science fiction. Element som surrealism, realism, humor och såpopera-parodi bidrog till att Twin Peaks uppfattades som nyskapande när serien först visades. I efterhand har den tillskrivits postmodernistiska egenskaper. Det föreligger också ett slags tidlös känsla över serien, även om den utspelas i sin samtid så har den många drag av 1950-talet över sig vad gäller miljöer, kläder och frisyrer.
Twin Peaks var en av de mest populära TV-serierna år 1990 och fick ett antal nomineringar och utmärkelser. Året därpå hade serien dock minskat i popularitet och lades ner efter att den andra säsongen avslutats. David Lynch gav ut långfilmen Twin Peaks: Fire Walk with Me (1992) som utgör en prequel till TV-serien. Den blev dock inte alls lika framgångsrik.
I Sverige visades Twin Peaks pilotavsnitt för första gången den 18 november 1990 i SVT, och serien har därefter visats i repris på bland annat TV4 Guld, Kanal 5 och Kanal 9.
Twin Peaks återuppstod som TV-serie den 21 maj 2017 med en tredje säsong om totalt 18 avsnitt som visades på TV-kanalen Showtime. Mark Frost och David Lynch stod gemensamt för manus och produktion, och den sistnämnde regisserade samtliga avsnitt. I Sverige distribuerades hela tredje säsongen av HBO Nordic.

## Handling

### Pilotavsnittet
I det lilla samhället Twin Peaks, i delstaten Washington i nordvästra USA, hittas den 17-åriga skönhetsdrottningen Laura Palmer mördad. FBI-agenten Dale Cooper kopplas in för att lösa fallet. Denne upptäcker snabbt att inget i Twin Peaks är vad det synes vara och att den ödsligt belägna staden sjuder av mörka hemligheter. I stort sett alla invånare i Twin Peaks visste vem Laura Palmer var och de flesta hade något slags relation till henne.
Listan på möjliga gärningsmän är lång och Agent Cooper inser att det kommer att bli betydligt svårare att lösa fallet än vad han först räknat med. Det som till en början såg ut att vara ett relativt vanligt mord i en vanlig amerikansk småstad kommer så småningom att utvecklas till en oerhört komplicerad utredning.

### Den första säsongen
Agent Cooper påbörjar det omfattande utredningsarbetet genom att introducera personalen på den lokala polisstationen till sina minst sagt udda arbetsmetoder, baserade på bl.a. intuition, spiritism, tibetanism och drömtydningar. Därpå förhör Agent Cooper och den lokale stationschefen sheriff Harry S. Truman ett antal misstänkta personer. Dessa förhör bidrar dock inte till att föra utredningen framåt, och de två huvudmisstänkta personerna är försvunna.
Efter en undercover-operation griper Agent Cooper och Sheriff Truman en av de huvudmisstänkta i mordutredningen, denne mördas dock kort efter gripandet. Ortens lokala sågverk sätts i brand som en del av en maktkamp mellan Twin Peaks två rikaste familjer. Efter en lång och omtumlande arbetsdag blir Agent Cooper skjuten när han kommer hem till sitt rum på det lokala hotellet "The Great Northern".

### Den andra säsongen
Under den andra säsongen ändrar serien successivt stil från att varit en kriminalserie, om än en ovanlig sådan, till att bli mer av en kuslig rysare med inslag av psykedeliska och övernaturliga element.
Agent Cooper återhämtar sig snabbt efter mordförsöket och har fått nya uppslag till hur utredningen av mordet på Laura Palmer skall drivas vidare. De ursprungligen misstänkta kan dock avskrivas en efter en.
Agent Cooper och Sheriff Truman börjar också utreda härvan och intrigerna kring branden på sågverket. Parallellt med detta försöker många i Twin Peaks att bedriva sin egen privata utredning för att avslöja Laura Palmers mördare. Ingen av dessa lyckas identifiera någon gärningsman, men en hel del viktiga spår och ledtrådar framkommer.
Några personer framstår som misstänkta och grips men släpps kort därpå. Till sist lyckas dock Agent Cooper, via såväl skickligt utredningsarbete som kombinationer av omständigheter och tillfälligheter, avslöja mördaren men denne begår självmord kort efter gripandet. I de förhör som hållits har det dock framgått att den gripne (som öppet erkänner mordet) är besatt (alternativt tror sig vara besatt) av den onde anden BOB.
Mordet på Laura Palmer är nu formellt sett löst men Agent Cooper (som är övertygad om BOB:s existens) har en intuitiv känsla av att BOB kommer att mörda igen genom att ta en annan person i Twin Peaks i besittning.
Kort därpå dyker den ondskefulle och mycket farlige f.d. FBI-agenten Windom Earle upp i Twin Peaks, och börjar systematiskt mörda ett antal personer. Handlingen fokuserar därefter mycket på jakten på Windom Earle, som är Agent Coopers f.d. mentor, kollega och vän.
Säsongsavslutningen, som skulle visa sig bli seriens sista avsnitt på över 25 år, är psykedelisk och kryptisk och ger inte svar på de frågeställningar som dittills ställts genom seriens gång. Snarare gav det mycket oväntade och abrupta slutet upphov till ännu fler frågor som kvarstod fram tills att den tredje säsongen hade premiär våren 2017.

### Långfilmen "Fire Walk with Me"
Filmen utspelar sig före tv-seriens början. Servitrisen Theresa Banks hittas mördad i den lilla orten Deer Meadow. FBI-agenten Chester Desmond påbörjar en utredning men försvinner spårlöst kort därpå, varför FBI-agenten Dale Cooper får ta över fallet. Denne lyckas inte hitta några konkreta spår eller ledtrådar som för utredningen framåt, men han har en stark känsla av att mördaren kommer att slå till igen.
Ett år senare, i den närbelägna småstaden Twin Peaks, börjar den 17-åriga skönhetsdrottningen Laura Palmer inse något som hon burit i sitt undermedvetna i många år – att hon sedan 12-årsåldern blivit sexuellt utnyttjad av den mystiska demongestalten BOB. Laura känner att BOB håller på att ta hennes själ i besittning i syfte att förvandla henne till en lika ondskefull varelse som begår ondskefulla handlingar.
Efter en fasansfull upptäckt angående BOB:s verkliga identitet inser Laura att hon måste göra den yttersta självuppoffringen för att frigöra sig från BOB.

### Den tredje säsongen
Den tredje säsongen utspelar sig 25 år efter det sista avsnittet av säsong 2. Agent Cooper sitter fortfarande fast i "The Black Lodge" samtidigt som hans onde dubbelgångare, kontrollerad av BOB, härjar fritt ute i den verkliga världen och begår mord och andra ondskefulla handlingar. Men plötsligt dyker det upp en möjlighet för Agent Cooper att ta sig ut ifrån "The Black Lodge".

## Produktion

### Bakgrund

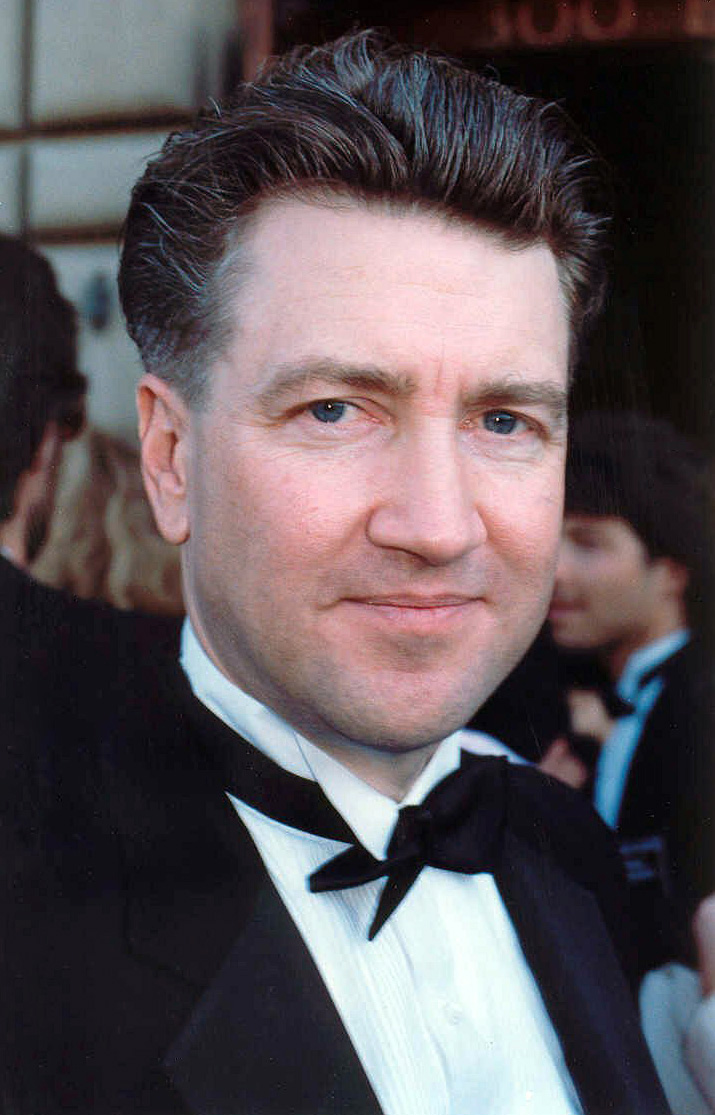
David Lynch

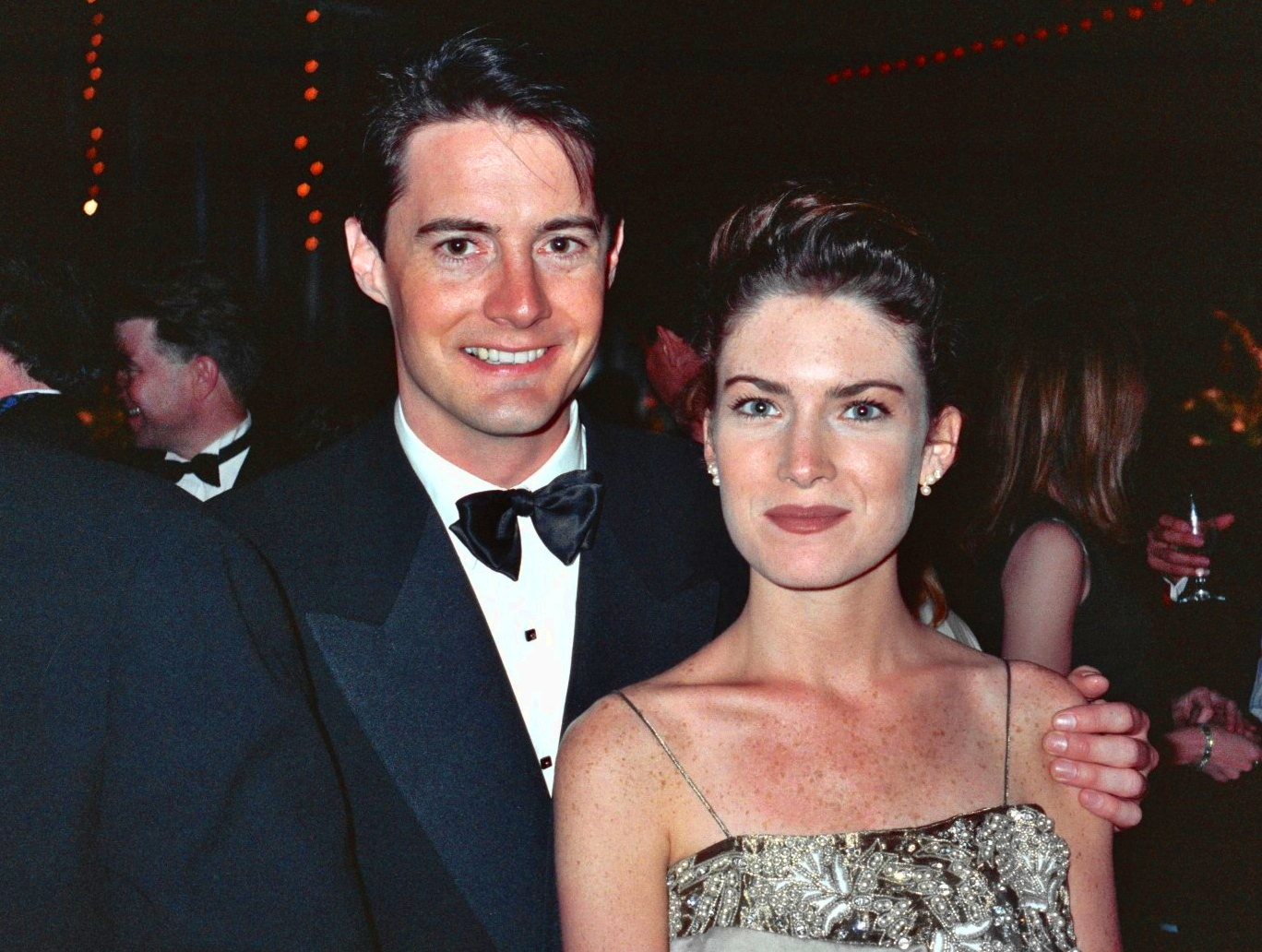
Kyle MacLachlan och Lara Flynn Boyle.

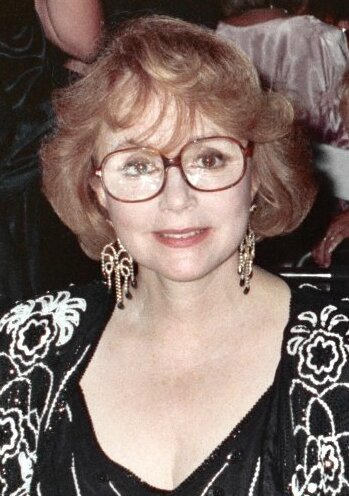
Piper Laurie

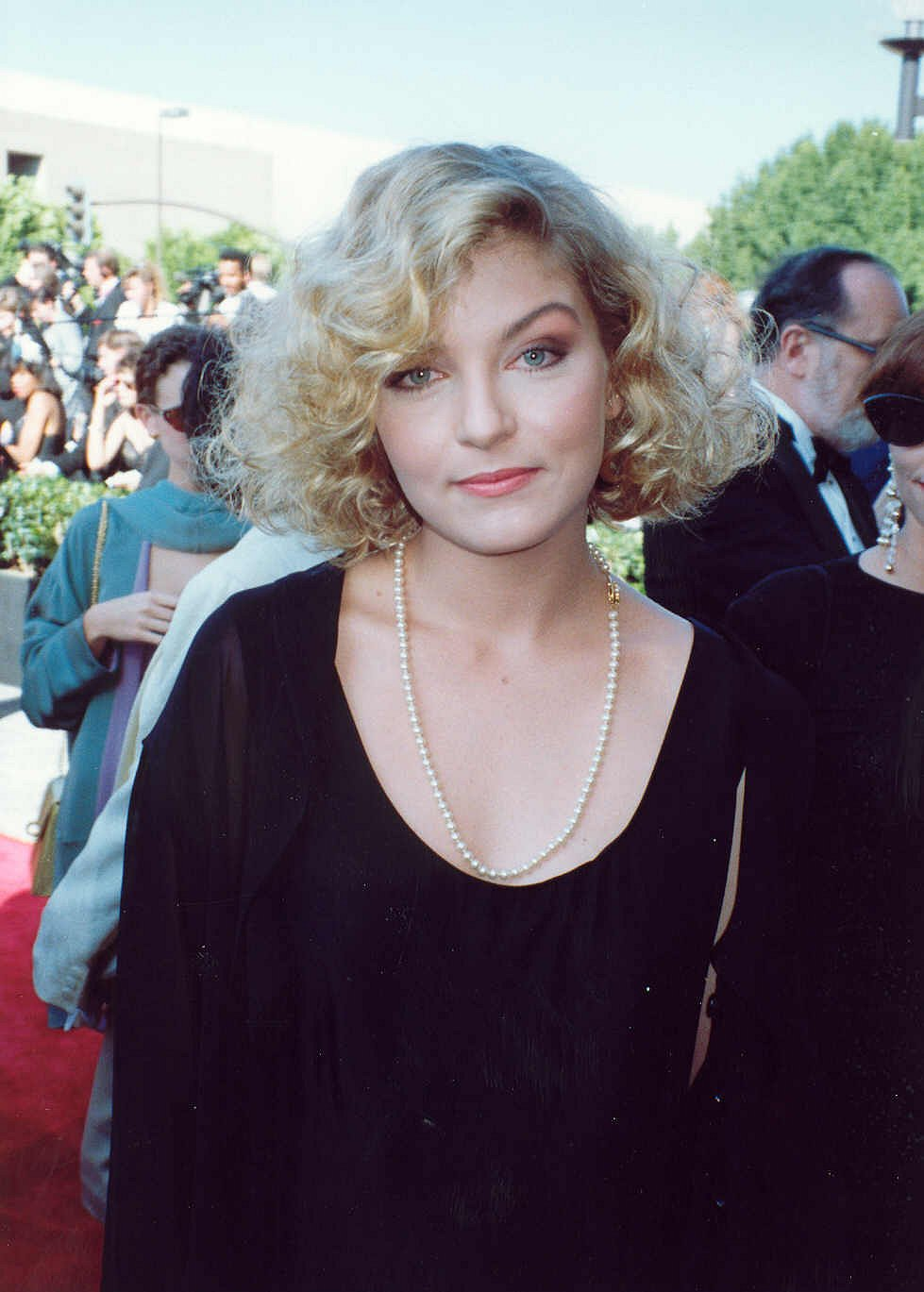
Sheryl Lee

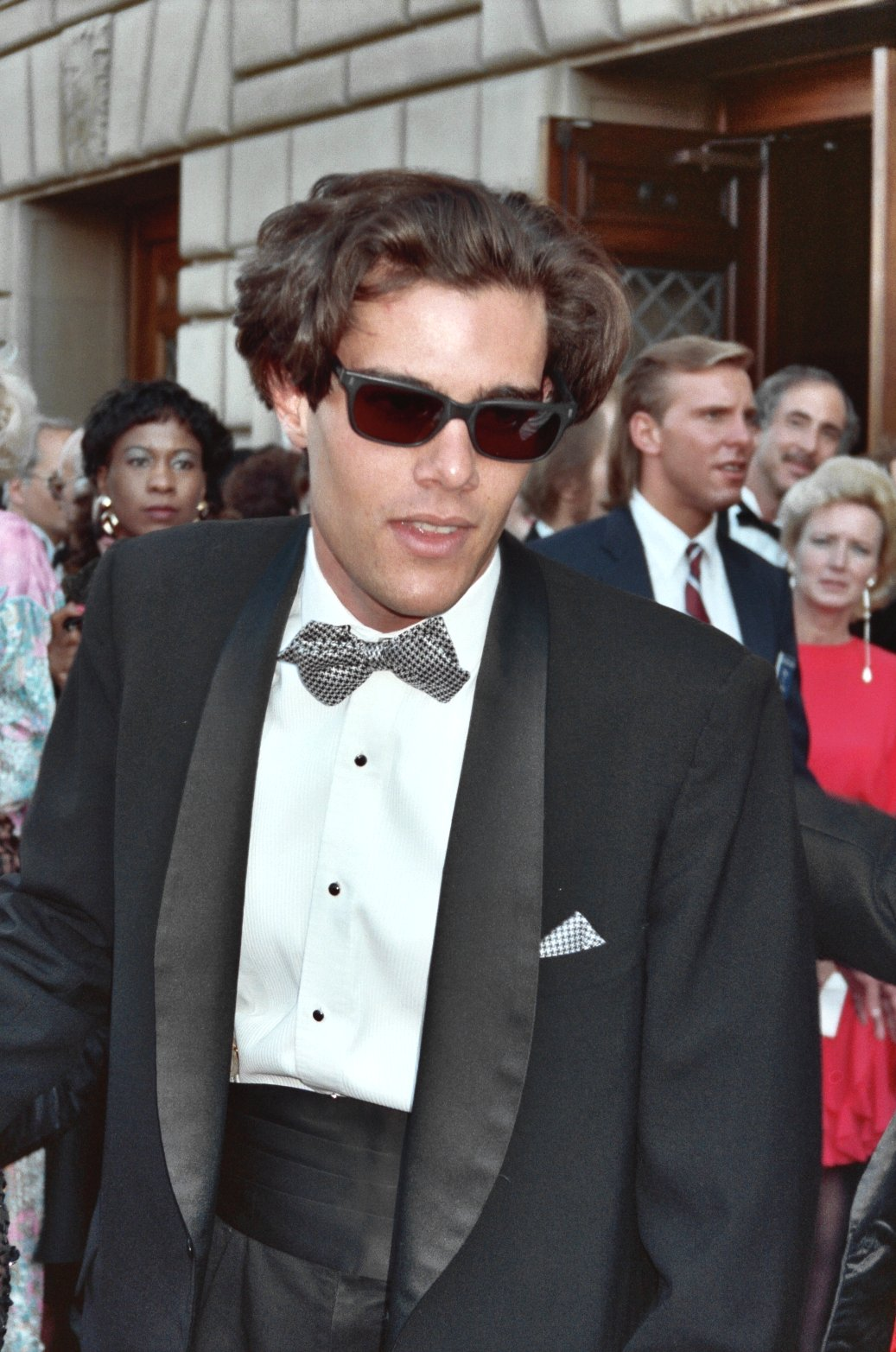
Dana Ashbrook

Mark Frost och David Lynch träffades i mitten av 1980-talet. Lynch hade gjort filmer som Blue Velvet (1986) och den kultförklarade Eraserhead (1977) medan Frost var mest känd som manusförfattare till TV-serien Spanarna på Hill Street. De började fundera på en TV-serie som löst byggde på en historia om en småstad i nordvästra USA där en ung kvinna hittas mördad. I det läget kallade de projektet för "Northwest Passage". Då namnförslaget senare visade sig vara upptaget ändrades det till Twin Peaks. Frost kom på namnet i samband med att han ritade en karta över staden.
TV-bolaget ABC, som hade problem med dåliga tittarsiffror, nappade på förslaget och beställde ett pilotavsnitt. Efter att detta fått bra kritik och lyckats väl inför testpublik producerades en första säsong i form av en miniserie på sju avsnitt. När denna sedan blev en stor hit beställdes en andra säsong om ytterligare 22 avsnitt. För att klara av produktionen under seriens gång anlitades en rad betrodda gästregissörer. Lynch regisserade dock pilotavsnittet och alla "nyckelavsnitt" och Frost regisserade den första säsongens sista avsnitt. Exempel på gästregissörer var Duwayne Dunham, Lesli Linka Glatter, Todd Holland och Tim Hunter. Ofta anlitade manusförfattare var, förutom Lynch och Frost själva, Robert Engels och Harley Peyton.

### Rollfigurer och skådespelare
Twin Peaks har en relativt komplex handling som innefattar ett stort antal rollfigurer. Antalet gästskådespelare var stort, särskilt mot slutet av den andra säsongen. De flesta av huvudrollsinnehavarna kan däremot klassificeras i någon av följande kategorier:
- Skådespelare som tidigare arbetat med David Lynch i en eller flera av hans tidigare filmer. Hit hör Kyle MacLachlan, Grace Zabriskie, Jack Nance, Catherine Coulson, Everett McGill och Charlotte Stewart.

- En grupp äldre skådespelare som stått på toppen av sin karriär under 1950-, 1960- eller 1970-talet och som fick en nystart i och med Twin Peaks. Till dessa hör Richard Beymer, Russ Tamblyn, Piper Laurie och Peggy Lipton. De två förstnämnda hade båda deltagit i 1961 års filmatisering av West Side Story.

- Unga, relativt okända skådespelare som handplockades av Lynch och Frost och vars karriärer sedan tog fart. Exempel på dessa är Sheryl Lee, Lara Flynn Boyle, Sherilyn Fenn, Dana Ashbrook, James Marshall, Billy Zane, Heather Graham och David Duchovny.

Värt att notera är också att en del roller inte fanns med i originalmanus men skrevs till efter att Lynch och Frost träffat skådespelare som de tyckte var för bra för att tacka nej till. Ett exempel på detta är Mädchen Amick och rollfiguren Shelly Johnson. Ett annat exempel är Sheryl Lee som ursprungligen bara skulle gestalta den döda Laura Palmer men som imponerade så pass mycket att man i efterhand "uppfann" rollen som Maddy Ferguson åt henne.
Från början var det tänkt att Isabella Rossellini (som arbetat med David Lynch i Blue Velvet och dessutom varit dennes sambo) skulle spela Josie Packard, men figuren skrevs senare om från att härstamma från Italien till att istället ha asiatiskt ursprung, och rollen gick till Joan Chen. Även rollen som Sheriff Harry S. Truman var från början menad till en annan skådespelare, Robert Forster, men på grund av krockande scheman fick Michael Ontkean till slut rollen.

#### Cameos av seriens skapare
David Lynch spelade själv rollen som Gordon Cole, Agent Coopers chef på FBI som är i det närmaste stendöv och skriker hela tiden och Mark Frost spelade TV-reporter i den andra säsongens första avsnitt, i ett reportage från branden på sågverket.

#### Popstjärnor iFire Walk with Me
I långfilmen Fire Walk with Me är, förutom popstjärnan Chris Isaak i rollen som FBI-agenten Chester Desmond, även David Bowie med i en mindre roll, även han spelandes en FBI-agent. Detta retade en del, som ansåg att David Bowie inte hade i filmen att göra. När David Lynch fick frågan varför han kom på idén att ta med David Bowie i en Twin Peaks-film lär han ha svarat; "Varför inte!"

#### Skådespelare i Twin Peaks som också var med iArkiv X
Flera av de skådespelare som var med i Twin Peaks under det tidiga 1990-talet kom senare att delta, i större eller mindre roller, i TV-serien Arkiv X. Bland dessa märks David Duchovny, Don S. Davis, Richard Beymer, Kenneth Welsh, Michael J. Anderson, Michael Horse och Frances Bay.

### Improvisation
David Lynch improviserade flitigt under inspelningen av pilotavsnittet och tog ibland avgörande produktionsbeslut baserade på rena infall. Exempel på detta är scenen när Agent Cooper och Sheriff Truman undersöker Laura Palmers lik på bårhuset. Den flimrande belysningen beror på att lampan var trasig i verkligheten.
I samma scen missförstod den statist som spelar en sjukvårdare situationen, och istället för att besvara frågan "Would you leave us, please?" svarade han istället av någon anledning med sitt namn, "Jim". Kyle MacLachlan blev då lite ställd och upprepade sin replik: "Uh... would you leave us alone, please?" Då fattade statisten galoppen och svarade som det stod i manus, det vill säga "Oh. Certainly". David Lynch valde senare att behålla denna scen i slutversionen av pilotavsnittet.
Frank Silva, som spelar BOB, var från början kulissdekoratör när man spelade in pilotavsnittet. Av misstag syntes han i kamerabild vid ett tillfälle, varpå David Lynch tog detta som ett tecken och erbjöd honom rollen som BOB. Enligt Lynch själv ställde han då frågan "Frank, är du skådespelare?" Frank Silva svarade då som de flesta i Hollywood skulle ha gjort, det vill säga: "Jamen självklart är jag skådis, David. Vad vill du att jag ska göra?", varpå David Lynch svarade "Jag vet inte!" BOB gjorde sitt första framträdande i det sällan sedda alternativa slutet på pilotavsnittet (se separat redogörelse nedan). Delar av detta material återanvändes sedan av David Lynch i avsnitt 2 i samband med Agent Coopers dröm om den dansande dvärgen. Mark Frost har senare i en intervju berättat att när han såg den färdigklippta sekvensen tänkte han att
| ”                                                                    | ...det här är verkligen det konstigaste jag har sett i hela mitt liv... | „ |
| – DVD-dokumentären "Secrets From Another Place: Creating Twin Peaks" |                                                                         |   |

#### "Invitation to Love", en såpa i såpan
För att understryka seriens självironi innehöll den i sig en såpopera, "Invitation to Love", som invånarna i Twin Peaks tittade på och diskuterade sinsemellan. En del av händelserna i "Invitation to Love" tycks dessutom förebåda händelser i Twin Peaks, som till exempel att en ond man blir skjuten (Montana vs. Leo Johnson) och förekomsten av identiska tvillingar/kusiner (Emerald och Jade vs. Laura Palmer och Maddy Ferguson).

### Alternativt slut på pilotavsnittet
När pilotavsnittet filmades 1989 bad ABC Lynch och Frost att göra ett separat slut så att de skulle kunna sälja avsnittet som en fristående långfilm utifall att man skulle besluta sig för att inte gå vidare och göra en hel TV-serie. I detta slut är BOB mördaren, men han skjuts av den enarmade mannen MIKE. Detta "slut" saknar helt sammanhang och Mark Frost har också i intervju medgett att
| ”                                                                    | ...det separata slutet är uppenbarligen något som kommits på och lagts till i efterhand... | „ |
| – DVD-dokumentären "Secrets from Another Place: Creating Twin Peaks" |                                                                                            |   |

Delar av materialet användes senare i den första säsongen men i ett annat sammanhang.

### Bortklippta scener urFire Walk With Meoch TV-serien
David Lynch lär ursprungligen ha filmat upp emot 5 timmars material under produktionen av långfilmen Fire Walk With Me, detta klipptes dock ner till strax över 2 timmar färdig film. Flera upprop gjordes sedan under många år för att förmå David Lynch att ge ut scenerna i en "Special Edition"-utgåva, men först i juli 2014, i samband med att Twin Peaks gavs ut på Blu-ray, gavs dessa scener ut i en ihopklippt "film" på ca. 90 minuter, The Missing Pieces.
Från själva TV-serien existerar dock ytterst lite bortklippt material, detta då dåtidens standardprocedur för TV-produktion vanligen var att man helt enkelt lät förstöra "överblivet" material. Ett fåtal för eftervärlden bevarade bortklippta scener från TV-serien återfinns dock på DVD-utgåvan "Twin Peaks Gold Box Edition" från 2007. Ytterligare ett par scener dök upp på Blu-ray-utgåvan "Twin Peaks - The Entire Mystery" år 2014.

### "Log Lady Introductions"
I samband med att rättigheterna till Twin Peaks första 2 säsonger såldes av till Bravo och denna TV-kanal började visa serien från början, lät David Lynch och Catherine Coulson spela in korta introduktioner till varje avsnitt där den sistnämnda repriserar sin roll som den mystiska The Log Lady. I dessa ges mer eller mindre kryptiska ledtrådar och kommentarer till det aktuella avsnittet.

### Avsnitt
| Säsong | Säsong | Avsnitt | Sändningsdatum    | Sändningsdatum   | TV-bolag |
| Säsong | Säsong | Avsnitt | Första avsnittet  | Sista avsnittet  | TV-bolag |
| ------ | ------ | ------- | ----------------- | ---------------- | -------- |
|        | 1      | 8       | 8 april 1990      | 23 maj 1990      | ABC      |
|        | 2      | 22      | 30 september 1990 | 10 juni 1991     | ABC      |
|        | 3      | 18      | 21 maj 2017       | 3 september 2017 | Showtime |

Twin Peaks består av totalt 48 TV-avsnitt fördelade på 3 säsonger. Det första avsnittet i Säsong 1 och Säsong 2 är dubbelt så långt som ett "standardavsnitt".
Längden på avsnitten i Säsong 3 varierar något, och ligger på ca 55 minuter i snitt.
Vid den ursprungliga sändningen av Säsong 1 och Säsong 2 hade avsnitten inga egentliga namn, utan dessa tilldelades av TV-kanalen Bravo efter att David Lynch sålt rättigheterna till serien i mitten av 1990-talet. Inför Säsong 3 tilldelades avsnitten namn redan från början.

### Musiken
Angelo Badalamentis musik är en mycket viktig beståndsdel i skapandet av Twin Peaks-världen. Seriens ledmotiv låg på topplistorna i början av 1990-talet och en musikvideo gjordes med sångerskan Julee Cruise. Badalamenti tilldelades dessutom en Grammy för soundtracket till seriens första säsong.
Det musikaliska temat är uppbyggt kring ett antal "signaturer" som användes vid olika tillfällen för att förstärka stämningen. Exempel på dessa är det romantiska och drömska ledmotivet, det ödesmättade och mystiska "Laura Palmer's Theme" och den knäppa "Audrey's Dance" (även känd som "Psycho Jazz").
Totalt har det getts ut tre officiella album med soundtrack från Twin Peaks.
År 2011 släpptes "The Twin Peaks Archive" på davidlynch.com, en samling bestående av hela 211 olika musik- och ljudklipp från såväl TV-serien som långfilmen Fire Walk With Me.

### Stämningsbilder och symbolik

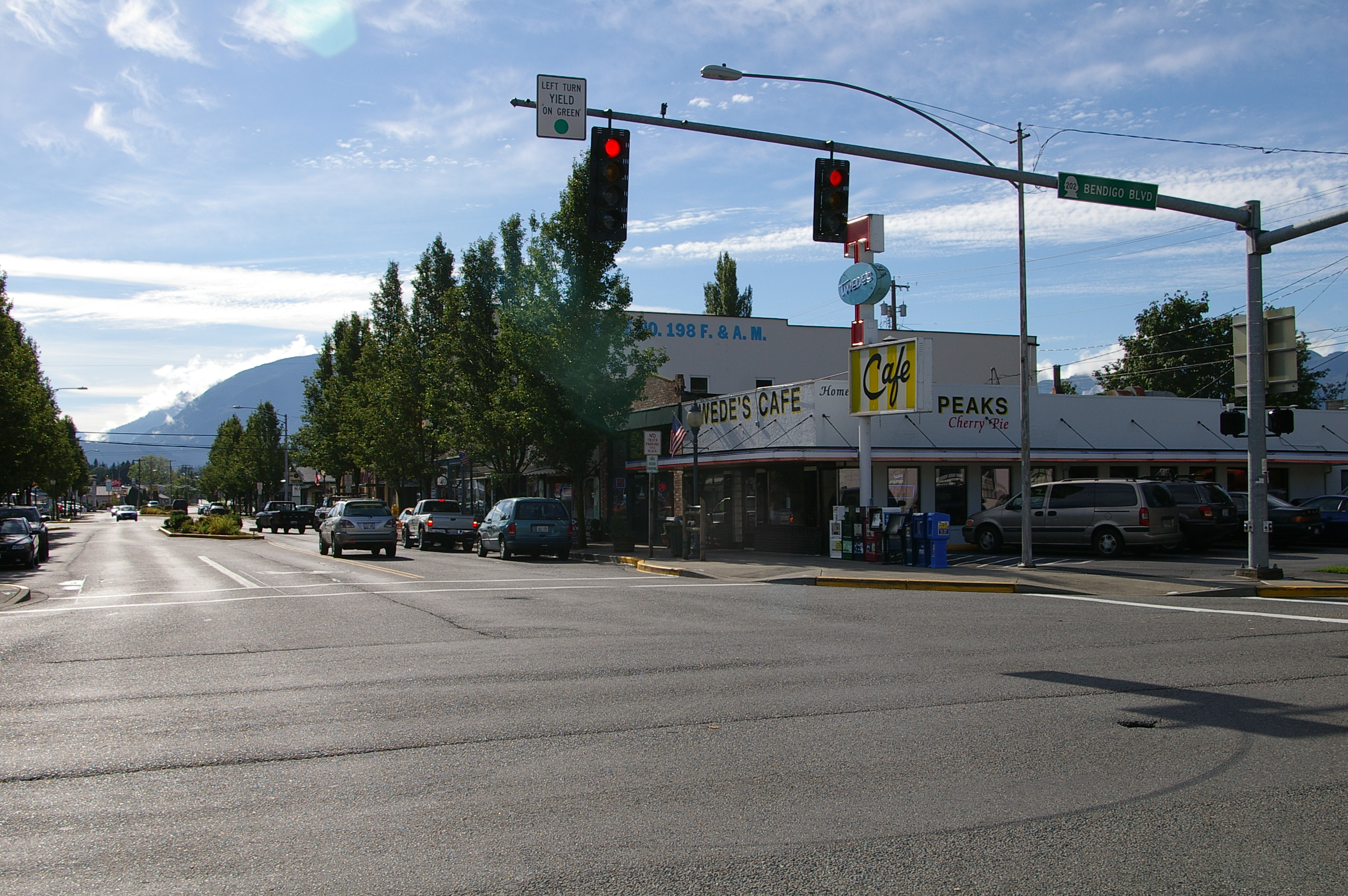
"Twede's Cafe" i North Bend, exteriör för "The 'RR' Diner"

Förutom musiken nyttjas i Twin Peaks ett antal övergångsbilder mellan scener som ytterligare bidrar till att skapa en mystisk, dunkel stämning. Några av dessa är särskilt förknippade med serien.
- Laura Palmers examensfotografi (som för övrigt är Sheryl Lees verkliga dito). Detta användes också ofta som bakgrundsbild till eftertexterna i slutet på nästan alla avsnitt förutom avsnitt 3 och 30.
- En närbild på den döda Laura Palmer, inlindad i transparent byggplast.
- Vägskylten utmed Highway 21 som hälsar alla besökare "Welcome to TWIN PEAKS, pop. 51 201". I originalmanus angavs denna siffra till 5 120, men cheferna på ABC insisterade på att folkmängden i Twin Peaks skulle vara tio gånger större. David Lynch har senare försökt bortförklara denna kontrovers med att skylten är felmålad och att den verkliga folkmängden egentligen är 5 120,1 personer.
- Det stora vattenfallet utanför hotellet "The Great Northern". I verkligheten heter detta Snoqualmie Falls och har även varit med i ett avsnitt av TV-serien Northern Exposure.
- Järnvägsbron som en utmattad och medtagen Ronette Pulaski sakta kommer gående över i pilotavsnittet.
- Trafikljusen i Twin Peaks, belägna i korsningen mellan Sparkwood Avenue och Highway 21. Ibland står dessa och växlar oförklarligt mellan grönt, gult och rött trots att ingen trafik är i närheten vilket gett upphov till mycket spekulation kring vad detta innebär.
- Vinden blåser i grenarna till en Douglasgran. Denna stämningsbild beskrevs av David Lynch redan när han och Mark Frost försökte sälja in serien till cheferna på ABC.
- I vissa scener sitter en stor uggla i ett närbeläget träd och tycks på något sätt övervaka eller åtminstone betrakta händelserna. Detta har lett till spekulationer om att det finns något slags koppling mellan ugglorna och Twin Peaks surrealistiska andevärld.
- De röda draperierna och den märkliga dansande dvärgen från Agent Coopers drömmar (eller är det verkliga upplevelser?) i bland annat avsnitt 2 och avsnitt 29 ("The Black Lodge").

Twin Peaks innehöll också en hel del mer allmänna företeelser som blivit mer eller mindre förknippade med serien som till exempel att äta körsbärspaj, äta syltmunkar, dricka kaffe och att spela schack.

### Inspelningsplatser
Pilotavsnittet och långfilmen Fire Walk with Me är inspelade på plats i Snoqualmie, North Bend och Fall City i delstaten Washington, USA.
Interiörer i alla övriga TV-avsnitt spelades in på City Studios, 7700 Balboa Boulevard, San Fernando Valley, Los Angeles. Utomhusscener till övriga serien filmades på ett fåtal platser i Kalifornien (däribland Malibu Lake) samt kompletterades med material från pilotavsnittet.

## Mottagande

### "Vem mördade Laura Palmer?" - En revolution i TV-världen
Twin Peaks gjorde stor succé när serien först visades 1990, och publiken satt som klistrad framför TV-apparaterna i USA, Europa och Japan. En hel värld fascinerades av seriens sugande spänning, mörka mystik och skruvade humor. Under våren 1990 uppskattades det att Twin Peaks enbart i USA hade en genomsnittlig TV-publik på omkring 15 miljoner hushåll.
Särskilt pilotavsnittet och den första säsongens sju avsnitt anses ha varit revolutionerande för sin tid. Avsnitten höll en genomarbetad hög nivå som mer påminde om långfilm än dåtidens löpande-band-producerade TV som till exempel Dallas, Dynastin och Falcon Crest. Serien var dessutom gåtfull och svårdefinierbar enligt dåtidens normer och frågan "Vem mördade Laura Palmer?" var på allas läppar. Blandningen av surrealism, realism, humor, skräck, såpopera-parodi och inte minst övernaturliga fenomen och science fiction var något som betraktades som nyskapande.
Mot slutet av den första säsongen övergick intresset för TV-serien från succé till hysteri och den kom redan under sin samtid att betraktas som ett kulturfenomen. Det bildades en Twin Peaks-fanclub som gav ut medlemstidningen Wrapped in Plastic. Serien diskuterades flitigt på arbetsplatser och skolor. Det gjordes parodier på serien i Saturday Night Live, The Muppet Show ("Twin Beaks") och Simpsons ("Who Shot Mr. Burns, part 2"). De unga kvinnliga huvudrollsinnehavarna hamnade på omslaget till tidningen Rolling Stone och David Lynch på omslaget till Time Magazine. Serien vann två Golden Globe- och en Peabody-utmärkelse, och fick också ett flertal Emmy-nomineringar.

### Den andra säsongen och lösningen av mordet på Laura Palmer
Under den andra säsongen, som är betydligt längre och består av 22 avsnitt, började TV-publiken tröttna på att Laura Palmers mördare aldrig avslöjades. De en gång så fantastiska tittarsiffrorna började svikta, och TV-bolaget ABC fick stora skälvan och krävde av Mark Frost och David Lynch att mördaren måste avslöjas. Seriens båda skapare har senare medgett att de redan från första början hade fastställt mördarens identitet, men att det aldrig var meningen att denna skulle avslöjas. Istället skulle jakten på mördaren vara seriens röda tråd som drev handlingen framåt, och en viktig del av spänningen i serien berodde på det stora antalet möjliga gärningsmän.
I avsnitt 14 avslöjades dock mördaren, varpå tittarsiffrorna tillfälligtvis steg igen, men efter detta fick seriens manusförfattare stora problem med handlingens fortsatta utformning. Från början var det tänkt att denna skulle fokusera på en romans mellan Agent Cooper och Audrey Horne, men dessa planer övergavs och istället delades storyn upp i en massa separata berättelser. Många manusförfattare och gästskådespelare kom och gick och seriens ursprungliga skapare var upptagna med annat, Mark Frost med filmen Storyville och David Lynch med filmen Wild at Heart. TV-publiken började också bli alltmer skeptisk till att många av seriens mysterier fick övernaturliga förklaringar.

### Serien läggs ner
Efter att Laura Palmers mördare avslöjats sjönk tittarsiffrorna för Twin Peaks på nytt och ABC ville lägga ner serien. David Lynch organiserade då en tittarkampanj kallad "C.O.O.P." ("Citizens Opposed to the Offing of Peaks") vilket ledde till att den andra säsongen kunde slutföras som planerat.
Under den andra säsongens gång hade dessutom ABC flyttat seriens ordinarie sändningstid. När så Gulfkriget bröt ut 1991, och krigsrapporteringen fick högsta prioritet över allt annat i alla amerikanska medier, blev det ännu svårare att behålla en stabil TV-publik eftersom alla icke-krigsrelaterade sändningar kunde komma att ställas in med kort varsel.
Utifrån bedömningar baserade på de vikande tittarsiffrorna valde därför ABC, i samband med att seriens andra säsong avslutades, att lägga ner Twin Peaks efter endast 30 avsnitt. Detta ledde till en konflikt mellan ABC och David Lynch, där den senare till slut sålde seriens rättigheter till TV-kanalen Bravo.

Mark Frost har i intervju uppgett att 
| ”                                                                    | ABC uppenbarligen aldrig kände sig särskilt bekväma med Twin Peaks... de hade dessutom precis blivit uppköpta av CapCities som är att betrakta som en mycket traditionell organisation... de ansåg egentligen inte att Twin Peaks passade in i deras programutbud... | „ |
| – DVD-dokumentären "Secrets From Another Place: Creating Twin Peaks" | |   |

Även några av skådespelarna, däribland Ray Wise (som spelar Leland Palmer) och Don S. Davis (som spelar Major Briggs), har uttryckt missnöje med hur ABC handskades med Twin Peaks under den andra säsongen.

### Fire Walk with Me
Efter att TV-serien lagts ner, i samband med den andra säsongens avslutning år 1991, planerade David Lynch en serie om tre Twin Peaks-långfilmer. Mark Frost valde att inte delta i detta projekt.
Den första av dessa filmer, Twin Peaks: Fire Walk with Me, hade premiär 1992 men sågades av en enig kritikerkår och floppade publikmässigt. Orsakerna var flera:
- Premiären ägde rum så sent som ett helt år efter att TV-serien lagts ner, varför det allmänna intresset för Twin Peaks redan hade hunnit sjunka rejält.
- Filmen är en så kallad prequel och behandlar, i huvudsak, tiden före mordet på Laura Palmer. Någon tydlig lösning eller förklaring till de dramatiska händelserna i den andra TV-säsongens avslutande avsnitt ges inte, i alla fall inte så att folk uppfattade den, vilket förargade många.
- Handlingen var överlag en betydligt hårdkoktare historia än TV-serien och berör på ett osminkat sätt ämnen som incest, narkotikamissbruk, prostitution och psykisk obalans. Filmen hade också en del nakenscener.
- Den mycket speciella och uppskattade form av humor som TV-serien hade haft saknades till stor del i filmen.
- Filmen påminde mer om David Lynchs tidigare verk (som till exempel Blue Velvet) och blev därmed till sin natur svårtillgängligare.
- Det något ostrukturerade upplägget i filmen krävde mycket av tittarna och de som inte var väl insatta i TV-serien blev förvirrade. Douglas Pratt, kritiker på tidningen Laserdisc Newsletter har beskrivit filmen som "...en berättarteknisk katastrof..."
- Från början var filmen mycket längre men filmbolaget tvingade David Lynch att klippa bort över en timmes material varför det blev ännu svårare att få till en känsla av sammanhang.
- Kyle MacLachlan, som spelar huvudrollen som Agent Cooper, ville först inte delta i Fire Walk With Me över huvud taget. Detta då han inte ville bli alltför förknippad med en enskild roll. Till sist gick han dock med på ett mindre engagemang, vilket ledde till att David Lynch fick skriva om stora delar av manus och istället låta en annan FBI-agent, Chester Desmond (Chris Isaak), ansvara för utredningen av mordet på Theresa Banks.
- Två andra viktiga huvudrollsinnehavare från TV-serien valde att inte alls medverka i filmen, Sherilyn Fenn och Lara Flynn Boyle. Detta ledde till att rollen som Audrey Horne helt fick utgå ur historien medan Donna Hayward istället spelades av Moira Kelly.
- Över huvud taget var det många omtyckta rollfigurer från TV-serien som förekom i inspelningsarbetet men ändå inte kom med i filmen.

Efter detta bakslag valde David Lynch att inte fortsätta med de övriga två planerade långfilmerna.

### Kritik mot Twin Peaks
Twin Peaks fick till en början bra recensioner och var en stor succé, som kulminerade i hysteri, i samband med att den första säsongen avslutades i USA våren 1990.
Förväntningarna på den andra säsongen var därför mycket höga hos både kritiker och TV-publik, men dessa infriades bara delvis. I det första avsnittet av den andra säsongen (som, precis som pilotavsnittet, är dubbelt så långt som ett vanligt avsnitt) kunde de huvudmisstänkta gärningsmännen från den första säsongen avskrivas från mordutredningen - som därmed i stort sett fick börja om på nytt med nya spaningsuppslag.  Efter detta började många kritiker och TV-tittare att undra om serien någonsin skulle prestera några svar över huvud taget vad gällde huvudmysteriet kring Laura Palmers mördare.
I takt med den andra säsongens gång så fick också övernaturliga fenomen ta allt större plats i handlingen vilket förvirrade många TV-tittare som förväntat sig en "normal" TV-serie.
Detta samtidigt som en del rollfigurer i serien, från att ha varit gäckande och oförutsägbara, började bete sig galet på ett mer uttalat humoristiskt sätt. Exempel på detta är när Benjamin Horne tror att han är General Lee och leker krig på sitt kontor eller när Nadine Hurley plötsligt blivit otroligt stark och hotar skolans starkaste kille med stryk om de inte inleder ett förhållande.

Denna stiländring i serien har senare beskrivits av Sherilyn Fenn, som spelade Audrey Horne, som att 
| ”                                                                    | ...det var många (gästskådespelare, manusförfattare, regissörer) som kom till serien (under den andra säsongen) med den uttalade ambitionen att göra knäppa saker bara för sakens skull, bara för att det var Twin Peaks... David Lynchs ursprungliga vision syftade inte till att medvetet göra konstiga saker, den är snarare en del av hans sanning på ett mycket personligt plan... Twin Peaks hade aldrig blivit en sådan succé om det hela bara hade gått ut på att vara knäppt ... | „ |
| – DVD-dokumentären "Secrets From Another Place: Creating Twin Peaks" | |   |

En del konservativa amerikanska TV-tittare upprördes också när sanningen om Laura Palmer till sist avslöjades. Normerna för vad som anses passande att avhandla i en TV-serie som sänds på primetime i USA var således ytterligare något som Twin Peaks bidrog till att förändra.
Långfilmen Fire Walk with Me möttes av unisont buande när den premiärvisades på filmfestivalen i Cannes 1992. Många hade hoppats att långfilmen skulle ge någon form av upplösning till TV-serien, men David Lynch presenterade en rörig och svårbegriplig film som inte gav mycket till svar utan snarare bara upphov till ännu fler frågor. Att Lynch sedan visat sig ovillig att i detalj kommentera/förklara filmen (vilket han inte gärna gör om sina andra filmer heller) har ytterligare spätt på förvirringen/besvikelsen.

Vincent Canby, filmkritiker på New York Times, skrev om Fire Walk with Me när den hade premiär 1992, att

| ”                               | ...det här är inte den sämsta film som någonsin gjorts, det bara verkar så... | „ |
| – Vincent Canby, New York Times |                                                                               |   |

Många  minns Twin Peaks som den första i raden av s.k. "knäppa" TV-serier, och den fortsätter att vara föremål för debatt och diskussion. Det är få som inte känner till serien och de flesta har någon form av åsikt om den, den lämnar ingen oberörd.

### Eftermäle och inflytande 1991–2017
Trots dess första omgångs relativt korta varaktighet under det tidiga 1990-talet (endast 30 TV-avsnitt och en långfilm) satte Twin Peaks stora spår i TV-historien; serien fick snabbt en mycket stor skara beundrare och tillskrevs kultstatus. Varje år hålls en fanfestival med Twin Peaks-entusiaster från hela världen i Snoqualmie i delstaten Washington, USA, där pilotavsnittet spelades in, och fanclub-tidningen Wrapped in Plastic ges fortfarande ut.
När den andra säsongens sista avsnitt filmades var det fortfarande osäkert om ABC skulle låta serien få fortsätta eller ej; David Lynch skapade därför ett slut som kunde fungera både som en cliffhanger inför en tredje säsong såväl som en definitiv (ehuru väldigt kryptisk) avslutning på hela serien.
Frågeställningarna kvarstod således även efter att den andra säsongen avslutats och vad som egentligen hände i dess sista avsnitt blev föremål för mycket debatt bland hängivna Twin Peaks-fans och ämnet diskuterades flitigt i diverse litteratur och på olika forum på Internet.
Seriens influens och återverkan i övriga TV-världen blev påtaglig. Serier som Northern Exposure, Småstadsliv, Wild Palms, Arkiv X, Sopranos, Mitt liv som död, 24 och Lost har alla i större eller mindre utsträckning påverkats av Twin Peaks.
Även den danske dogma-regissören Lars von Trier har i en intervju uppgett att han blev begeistrad när han första gången såg Twin Peaks och att detta hade stor inverkan på vad som senare skulle komma att bli hans egen mystiska TV-serie Riket år 1994.

### Den tredje säsongen – serien återuppstår

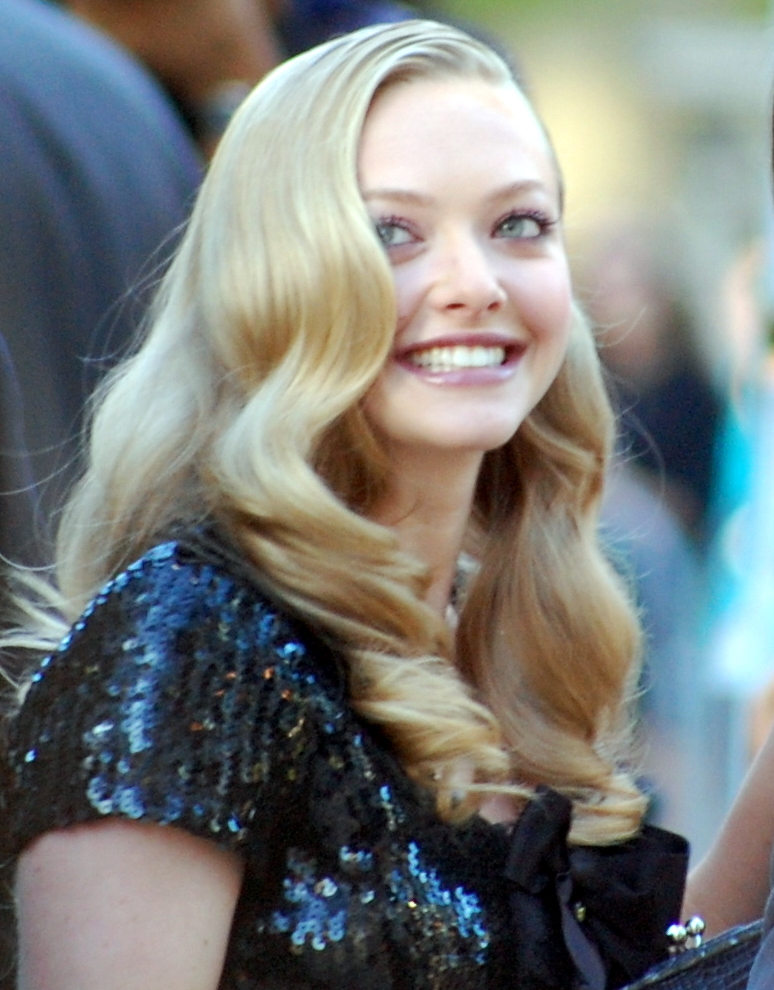
Amanda Seyfried

I oktober 2014 meddelades det officiellt att Twin Peaks återuppstår som TV-serie, med en tredje säsong som visas på TV-kanalen Showtime. Mark Frost och David Lynch ansvarade gemensamt för manus och produktion, och den sistnämnde regisserade samtliga avsnitt.
I början av april 2015 meddelade David Lynch att hans förhandlingar med Showtime hade strandat och att han hoppade av projektet. I maj kom dock beskedet att ett nytt avtal ingåtts, och Lynch återkom därmed som regissör. Antalet avsnitt utökades också från 9 till 18 stycken.

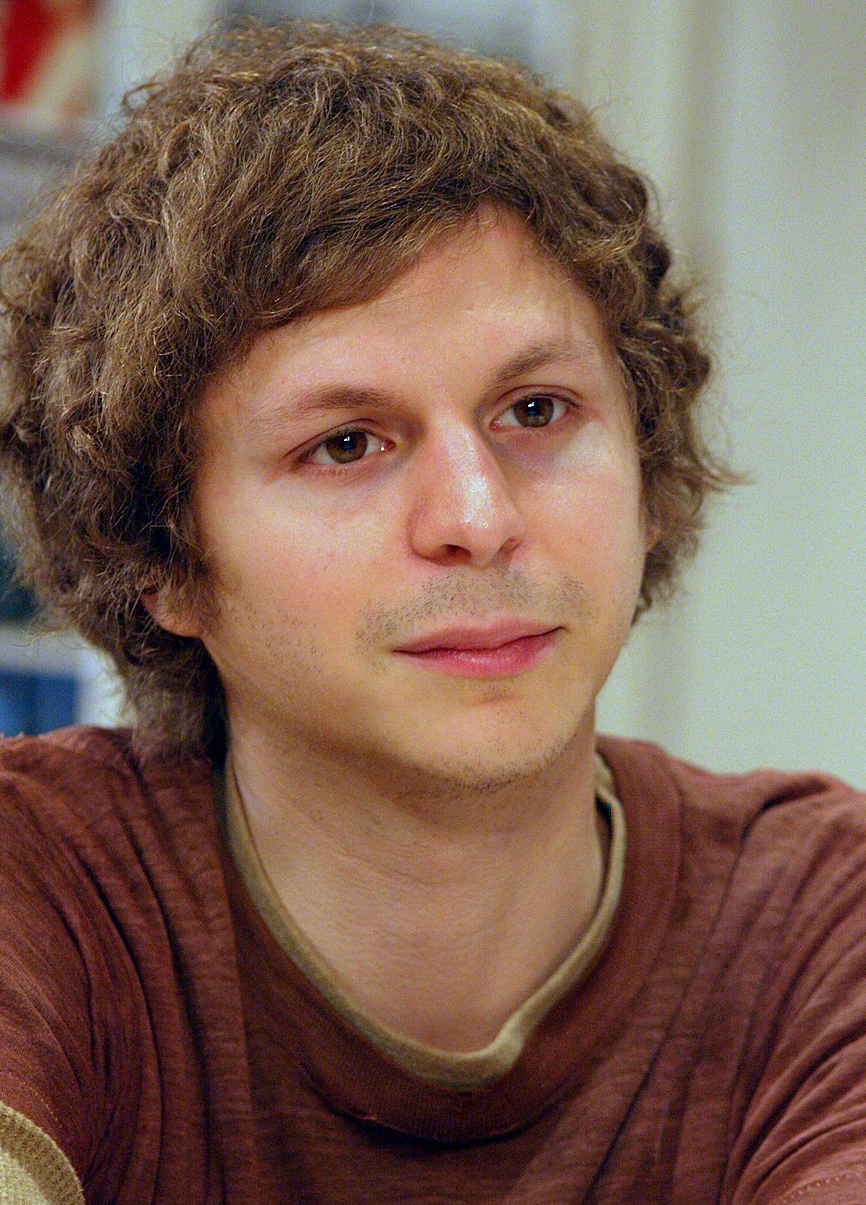
Michael Cera

Inspelningen av säsong 3 präglades av strikt sekretess, där skådespelarna endast hade tillgång till sina egna manussidor, och inga detaljer kring handlingen läckte ut innan premiären. Lynch och Frost var ytterst fåordiga kring säsongens handling mer än att den var planerad att utspelas i sin samtid. Mark Frost gav den 18 oktober 2016 ut boken The Secret History of Twin Peaks som i huvudsak utgör en historisk redogörelse för orten Twin Peaks och dess invånare.
Den 25 april 2016 släppte Showtime en officiell rollista på 217 skådespelare, varav 37 återvändande från säsong 1 och 2. Kyle MacLachlan återvände för att reprisera sin roll som Special Agent Dale Cooper. Catherine E. Coulson, som spelar The Log Lady, hann filma en eller flera scener innan sin bortgång.
I nytillkomna roller går att finna flera skådespelare som David Lynch jobbat med i andra projekt, såsom Laura Dern, Robert Forster, Balthazar Getty och Naomi Watts. Även yngre nykomlingar som Michael Cera, Caleb Landry Jones, Amanda Seyfried och Madeline Zima deltog, samt etablerade veteraner som Monica Bellucci, Jim Belushi, Richard Chamberlain, Ernie Hudson, Jennifer Jason Leigh, Ashley Judd, Robert Knepper, Matthew Lillard, Tim Roth och Tom Sizemore.
En mängd musiker och artister uppträdde under seriens musiknummer, exempelvis Eddie Vedder från Pearl Jam, Sharon Van Etten, Lissie samt Nine Inch Nails.
Premiären för Twin Peaks Säsong 3 skedde på Showtime den 21 maj 2017. I Sverige fanns serien tillgänglig via HBO Nordic från och med samma dag.
I oktober 2017 gav Mark Frost ut ännu en bok, Twin Peaks: The Final Dossier, som redogör dels för händelser mellan säsong 2 och säsong 3, samt till viss del även vad som hänt efter att säsong 3 avslutats.

### Utmärkelser
| År   | Gala                     | Pris | |           |
| ---- | ------------------------ | --- | --- | --------- |
| 1990 | TCA Awards               | Outstanding Achievement in Drama                                                                           | | Vinnare   |
| 1990 | TCA Awards               | Program of the Year                                                                                        | | Vinnare   |
| 1990 | Emmy Award               | Outstanding Lead Actor in a Drama Series                                                                   | Kyle MacLachlan | Nominerad |
| 1990 | Emmy Award               | Outstanding Lead Actress in a Drama Series                                                                 | Piper Laurie | Nominerad |
| 1990 | Emmy Award               | Outstanding Supporting Actress in a Drama Series                                                           | Sherilyn Fenn | Nominerad |
| 1990 | Emmy Award               | Outstanding Directing in a Drama Series                                                                    | David Lynch | Nominerad |
| 1990 | Emmy Award               | Outstanding Writing in a Drama Series                                                                      | Mark Frost, David Lynch | Nominerad |
| 1990 | Emmy Award               | Outstanding Writing in a Drama Series                                                                      | Harley Peyton | Nominerad |
| 1990 | Emmy Award               | Outstanding Art Direction for a Series                                                                     | Patricia Norris | Nominerad |
| 1990 | Emmy Award               | Outstanding Costume Design for a Series                                                                    | Patricia Norris | Vinnare   |
| 1990 | Emmy Award               | Outstanding Editing for a Series - Single Camera Production                                                | Duwayne Dunham | Vinnare   |
| 1990 | Emmy Award               | Outstanding Sound Editing for a Series                                                                     | John A. Larsen, Matt Sawelson, John Haeny, Pat McCormick, Albert Edmund Lord III, Fred Cipriano, Bruce P. Michaels, Lori L. Eschler | Nominerad |
| 1990 | Emmy Award               | Outstanding Achievement in Music Composition for a Series (Dramatic Underscore)                            | Angelo Badalamenti | Nominerad |
| 1990 | Emmy Award               | Outstanding Achievement in Music and Lyrics                                                                | Angelo Badalamenti | Nominerad |
| 1990 | Emmy Award               | Outstanding Achievement in Main Title Theme Music                                                          | Angelo Badalamenti | Nominerad |
| 1990 | Emmy Award               | Outstanding Drama Series                                                                                   | | Nominerad |
| 1990 | Grammy Awards            | Best Pop Instrumental Performance                                                                          | Angelo Badalamenti | Vinnare   |
| 1991 | Emmy Awards              | Outstanding Lead Actor in a Drama Series                                                                   | Kyle MacLachlan | Nominerad |
| 1991 | Emmy Awards              | Outstanding Supporting Actress in a Drama Series                                                           | Piper Laurie | Nominerad |
| 1991 | Emmy Awards              | Outstanding Sound Mixing for a Drama Series                                                                | Don Summer, Gary Alexander, Adam Jenkins                                                                                            | Nominerad |
| 1991 | Emmy Awards              | Outstanding Sound Editing for a Series                                                                     | Richard Taylor, Pat McCormick, Richard F.W. Davis, Thomas DeGorter, Albert Edmund Lord III, Lori L. Eschler                         | Nominerad |
| 1991 | Golden Globe Awards      | Best Performance by an Actor in a TV-Series - Drama                                                        | Kyle MacLachlan | Vinnare   |
| 1991 | Golden Globe Awards      | Best Performance by an Actress in a Supporting Role in a Series, Mini-Series or Motion Picture Made for TV | Piper Laurie | Vinnare   |
| 1991 | Golden Globe Awards      | Best Performance by an Actress in a Supporting Role in a Series, Mini-Series or Motion Picture Made for TV | Sherilyn Fenn | Nominerad |
| 1991 | Golden Globe Awards      | Best TV-Series - Drama                                                                                     | | Vinnare   |
| 1991 | Soap Opera Digest Awards | Outstanding Lead Actor: Prime Time                                                                         | Kyle MacLachlan | Nominerad |
| 1991 | Soap Opera Digest Awards | Outstanding Supporting Actor: Prime Time                                                                   | Everett McGill | Nominerad |
| 1991 | Soap Opera Digest Awards | Outstanding Supporting Actress: Prime Time                                                                 | Mädchen Amick | Nominerad |
| 1991 | Soap Opera Digest Awards | Outstanding Supporting Actress: Prime Time                                                                 | Peggy Lipton | Nominerad |
| 1991 | Soap Opera Digest Awards | Outstanding Villain: Prime Time                                                                            | Richard Beymer | Nominerad |
| 1991 | Soap Opera Digest Awards | Outstanding Prime Time Soap                                                                                | | Nominerad |
| 1991 | Soap Opera Digest Awards | Outstanding Heroine: Prime Time                                                                            | Lara Flynn Boyle | Nominerad |
| 1991 | Soap Opera Digest Awards | Outstanding Storyline: Prime Time                                                                          | | Nominerad |
| 1991 | Soap Opera Digest Awards | Outstanding Villainess: Prime Time                                                                         | Piper Laurie | Nominerad |
| 1991 | Soap Opera Digest Awards | Outstanding Hero: Prime Time                                                                               | Michael Ontkean | Nominerad |
| 1992 | Soap Opera Digest Awards | Outstanding Actor: Prime Time                                                                              | Kyle MacLachlan | Nominerad |
| 1992 | Soap Opera Digest Awards | Outstanding Actress: Prime Time                                                                            | Piper Laurie | Nominerad |
| 1992 | Soap Opera Digest Awards | Best Death Scene: Prime Time                                                                               | Sheryl Lee | Nominerad |
| 1992 | Soap Opera Digest Awards | Outstanding Prime Time Show                                                                                | | Nominerad |
| 2006 | TV Land Awards           | Favorite Dream Sequence                                                                                    | | Nominerad |
| 2007 | Satellite Awards         | Best DVD Release of a TV Show                                                                              | Säsong 2 | Nominerad |

## Distribution och bearbetningar

### DVD
Twin Peaks fanns länge bara på VHS, men 2001 gjorde Artisan en DVD-box bestående av pilotavsnittet och den första säsongens 7 avsnitt. I USA blev denna release upphov till upprörda känslor då det visade sig att (det för handlingen och sammanhanget mycket viktiga) pilotavsnittet inte inkluderats på den amerikanska marknaden av rättighetsskäl. Den europeiska versionen innehåller dock pilotavsnittet.
Tillika på grund av legala problem blev den andra säsongen tillgänglig som officiell DVD-utgåva först så sent som 2007 då den gavs ut i 2 separata boxar.
Senare under 2007 kom också en "Definitive Gold Box Edition"-utgåva innehållande samtliga 30 avsnitt.

#### Extramaterial
Twin Peaks - The First Season
- Interaktiva menyer till varje avsnitt med bakgrundsfakta, information om ändrade scener etc.
- Kommentarspår med regissörer, kameraansvarig och produktionsansvarig
- "Log Lady Introductions" för Säsong 1
- Telefonintervju med Mark Frost
- "Postcards from the Cast" - Intervjuer med skådespelare, däribland Richard Beymer, Don Davis, Sheryl Lee, Kyle MacLachlan, Kimmy Robertson och Ray Wise
- "17 Pieces of Pie" - Intervju med ägaren till "The Mar-T Café", verklighetens "The 'RR' Diner"
- "An Introduction to David Lynch" - Intervjuer med bl.a. Kyle MacLachlan, Sheryl Lee, Peggy Lipton och Catherine Coulson; Lynch själv är dock inte med
- "Learning to Speak in the Red Room" - Dokumentär med Michael J Anderson (som spelade "dvärgen") som förklarar hur man pratar baklänges

Twin Peaks - The Second Season
- "Log Lady Introductions" för Säsong 2
- "Interactive Interview Grid" - Ett stort antal intervjuer med de flesta av skådespelarna
- "Bakom kulisserna" med Kyle MacLachlan, Mädchen Amick, Sherilyn Fenn, David Duchovny m.fl.
- "Insights" med regissörer och författare som Duwayne Dunham, Tim Hunter, Stephen Gyllenthal och Jennifer Lynch

Twin Peaks - Definitive Gold Box Edition
- Den europeiska versionen av pilotavsnittet
- Borttagna scener från ett flertal avsnitt
- "A Slice of Lynch" - David Lynch, Kyle MacLachlan, Mädchen Amick och John Wentworth diskuterar och minns seriens tillkomst och produktion, samtidigt som de äter körsbärspaj och dricker kaffe
- "Secrets from Another Place: Creating Twin Peaks" - En omfattande dokumentär i fyra delar om seriens tillkomst, succé, tillbakagång och nedläggning. Intervjuer och kommentarer från de flesta som på något sätt var involverade i serien: Mark Frost, de flesta av skådespelarna, gästregissörer, manusförfattare etc.
- "Return to Twin Peaks" - En dokumentär från 2006 års Twin Peaks fanfestival i Snoqualmie, Washington
- Samtliga "Log Lady Introductions" för hela serien
- Inslag från Saturday Night Live den 29 september 1990, där Kyle MacLachlan agerade värd och en parodi på Twin Peaks framfördes
- "Bakom kulisserna" fotogalleri
- Diverse trailers, TV-reklam etc
- Musikvideon "Falling", med Julee Cruise

### Blu-ray
I juli 2014 gavs Twin Peaks ut på Blu-ray i en världsomspännande regionsfri release, Twin Peaks - The Entire Mystery. Bland innehållet märks
- Säsong 1 och Säsong 2 i High Definition
- Långfilmen Fire Walk With Me i High Definition
- The Missing Pieces - ca 90 minuter borttagna scener från "Fire Walk With Me"
- Between Two Worlds, en nyinspelad dokumentär i 2 delar med David Lynch, Ray Wise, Grace Zabriskie och Sheryl Lee
- Moving Through Time, en ny dokumentär om inspelningen av långfilmen Fire Walk With Me
- Ytterligare borttagna scener från TV-serien som inte var med på DVD-utgåvan "Twin Peaks - Definitive Gold Box Edition"
- De flesta av de dokumentärer och annat material som fanns med på "Twin Peaks - Definitive Gold Box Edition"

### Spel
Alan Wake
Spelet Alan Wake, gjort av det finska företaget Remedy Entertainment, har använt Twin Peaks som en influens i skapandet av staden Bright Falls, som spelet utspelar sig i.
Deadly Premonition
Spelet Deadly Premonition, också känt som Red Seeds Profile in Japan, skapat av Access Games, är direkt inspirerat av serien Twin Peaks. Huvudrollsinnehavaren är en ung FBI-agent som kommer till en mindre stad för att lösa mordet på en ung kvinna.

## Citat
ABC:s slogan inför premiären 1990
- "Like any town you've ever seen. And unlike any place you've ever been"

Mordet på Laura Palmer
- "She's dead. Wrapped in plastic"
- "Leland's daughter was murdered and the Norwegians left"

Agent Cooper om Twin Peaks
- "This must be where pies go when they die"
- "As W.C. Fields would say, I'd rather be here than Philadelphia"
- "...that's what you do in a town where a yellow light still means slow down, not speed up"

Bobby Briggs och Shelly Johnson
- "I'll see you in my dreams" - "Not if I see you first"
- "It's happy hour in France"
- "Quit worrying and start screwing, Mr. Touchdown"

Big Ed Hurley och Norma Jennings
- "It's not the first time, and it won't be the last, but I'm in that doghouse again"
- "It's Tammy Wynette-time, darling"

Kaffe, Twin Peaks-drycken framför andra
- "Black as midnight on a moonless night"
- "Damn good coffee. And hot!"
- "Don't drink that coffee! You'll never guess. There was a fish in the perculator!"
- "Once a day, every day, give yourself a present"

"Den andra sidan"
- "The owls are not what they seem"
- "Hear the other side, see the other side"

Twin Peaks drömvärld
- "My dream is a code waiting to be broken. Break the code, solve the crime"
- "I feel like I'm having the most beautiful dream and the worst nightmare at the same time"
- "I'm not sure where this will lead us, but I have a feeling it will be a place both wonderful and strange"
- "Is this for real, or just some crazy, twisted dream?"